# Sergi Palencia
Pour les articles homonymes, voir Palencia (homonymie).
Sergi Palencia Hurtado, né le 23 mars 1996 à Badalone, est un footballeur espagnol. Il joue au poste d'arrière droit au Los Angeles FC en MLS.

## Biographie

### Débuts avec le FC Barcelone B
Palencia commence le football à l'âge de huit ans dans le club de sa ville natale, le CF Badalona. En 2006, il intègre le centre de formation du FC Barcelone, La Masia.
En mars 2015, il joue son premier match en Segunda División contre le CD Tenerife. Il joue 11 matchs lors de cette saison qui voit la relégation du FC Barcelone B. Il marque son premier but le 31 mai 2015 contre le CD Leganés, lors d'un match à domicile perdu 2-5.
Le 10 août 2016, Palencia est nommé capitaine de la réserve du FC Barcelone, qui retrouve la deuxième division en fin de saison. Le 5 octobre 2017, son contrat est renouvelé jusqu'en 2020.

### Prêt à Bordeaux
Le 16 août 2018, il est prêté pour une saison, sans option d'achat, aux Girondins de Bordeaux.

### Transfert à Saint-Étienne et prêt à Leganés
Le 5 juillet 2019, Sergi Palencia quitte définitivement le FC Barcelone et s'engage avec l'AS Saint-Étienne pour une durée de quatre ans contre une indemnité de deux millions d'euros. 
Il fait ses débuts le 1er septembre lors d'une défaite 1-0 contre l'Olympique de Marseille où il se blesse sur un tacle appuyé de Jordan Amavi.
Le 28 septembre 2020, Palencia est prêté une saison au CD Leganés et retrouve la Segunda División.
Après son retour de prêt à l'été 2022, Sergi Palencia ne joue que neuf rencontres avec l'AS Saint-Étienne qui vient d'être relégué en Ligue 2. Alors que le club du Forez souhaite se séparer de plusieurs éléments au mercato hivernal, son contrat est résilié le 30 janvier 2023.

### Expérience en MLS
Il se retrouve alors libre de tout contrat et signe quelques jours plus tard une entente de deux ans avec le Los Angeles FC, franchise de Major League Soccer, à l'aube de la saison 2023.

## Palmarès
AS Saint-Étienne
- Finaliste de la Coupe de France en 2020

## Statistiques
| Saison                | Club                         | Championnat           | Championnat | Championnat | Championnat | Coupe nationale | Coupe nationale | Coupe nationale | Coupe de la Ligue | Coupe de la Ligue | Coupe de la Ligue | Compétition(s) continentale(s) | Compétition(s) continentale(s) | Compétition(s) continentale(s) | Compétition(s) continentale(s) | Barrages | Barrages | Barrages | Total | Total | Total |
| Saison                | Club                         | Division              | M.          | B.          | P.d.        | M.              | B.              | P.d.            | M.                | B.                | P.d.              | Comp.                          | M.                             | B.                             | P.d.                           | M.       | B.       | P.d.     | M.    | B.    | P.d.  |
| 2014-2015             | FC Barcelone B               | Liga Adelante         | 11          | 1           | 0           | -               | -               | -               | -                 | -                 | -                 | -                              | -                              | -                              | -                              | -        | -        | -        | 11    | 1     | 0     |
| 2015-2016             | FC Barcelone B               | Segunda División B    | 20          | 0           | 0           | -               | -               | -               | -                 | -                 | -                 | -                              | -                              | -                              | -                              | -        | -        | -        | 20    | 0     | 0     |
| 2016-2017             | FC Barcelone B               | Segunda División B    | 35          | 1           | 5           | -               | -               | -               | -                 | -                 | -                 | -                              | -                              | -                              | -                              | 6        | 0        | 0        | 41    | 1     | 5     |
| 2017-2018             | FC Barcelone B               | LaLiga 1              | 2           | 3           | 3           | 31              | 0               | -               | -                 | -                 | -                 | -                              | -                              | -                              | -                              | -        | -        | -        | 33    | 3     | 3     |
| Sous-total            | Sous-total                   | Sous-total            | 97          | 2           | 8           | -               | -               | -               | -                 | -                 | -                 | -                              | -                              | -                              | -                              | 6        | 0        | 0        | 103   | 2     | 8     |
| 2018-2019             | Girondins de Bordeaux (prêt) | Ligue 1               | 25          | 0           | 3           | 1               | 0               | 0               | 1                 | 0                 | 0                 | C3                             | 4                              | 0                              | 0                              | -        | -        | -        | 31    | 0     | 3     |
| 2019-2020             | AS Saint-Étienne             | Ligue 1               | 6           | 0           | 0           | 1               | 0               | 0               | 1                 | 0                 | 0                 | C3                             | 1                              | 0                              | 0                              | -        | -        | -        | 9     | 0     | 0     |
| 2022-2023             | AS Saint-Étienne             | Ligue 2               | 9           | 0           | 0           | 0               | 0               | 0               | -                 | -                 | -                 | -                              | -                              | -                              | -                              | -        | -        | -        | 9     | 0     | 0     |
| Sous-total            | Sous-total                   | Sous-total            | 15          | 0           | 0           | 1               | 0               | 0               | 1                 | 0                 | 0                 | -                              | 1                              | 0                              | 0                              | -        | -        | -        | 18    | 0     | 0     |
| 2020-2021             | CD Leganés (prêt)            | Segunda División      | 36          | 0           | 0           | 3               | 0               | 0               | -                 | -                 | -                 | -                              | -                              | -                              | -                              | -        | -        | -        | 39    | 0     | 0     |
| 2021-2022             | CD Leganés (prêt)            | Segunda División      | 35          | 0           | 1           | 0               | 0               | 0               | -                 | -                 | -                 | -                              | -                              | -                              | -                              | -        | -        | -        | 35    | 0     | 1     |
| Sous-total            | Sous-total                   | Sous-total            | 71          | 0           | 1           | 3               | 0               | 0               | -                 | -                 | -                 | -                              | -                              | -                              | -                              | -        | -        | -        | 74    | 0     | 1     |
| 2023                  | Los Angeles FC               | MLS                   | 0           | 0           | 0           | 0               | 0               | 0               | -                 | -                 | -                 | LCup                           | 0                              | 0                              | 0                              | -        | -        | -        | 0     | 0     | 0     |
| Total sur la carrière | Total sur la carrière        | Total sur la carrière | 208         | 0           | 12          | 5               | 0               | 0               | 2                 | 0                 | 0                 | -                              | 5                              | 0                              | 0                              | 6        | 0        | 0        | 226   | 0     | 12    |